# آرتور شاهینیان
آرتور شاهینیان (به ارمنی: Արթուր Շահինյան؛ زادهٔ ۸ ژانویهٔ ۱۹۸۷) یک کشتی‌گیر فرنگی‌کار اهل ارمنستان است.
از افتخارات وی می‌توان به کسب مدال برنز در مسابقات قهرمانی کشتی جهان ۲۰۱۸ و مسابقات قهرمانی کشتی اروپا ۲۰۱۱ و ۲۰۱۳ اشاره کرد.

## مسابقات قهرمانی کشتی جهان ۲۰۱۸
شاهینیان در وزن ۸۷ کیلوگرم کشتی فرنگی مسابقات قهرمانی کشتی جهان ۲۰۱۸ بوداپست حاضر بود که در مسابقه اول رومن ژرنووتسکی از اسرائیل را شکست داد اما در مسابقه بعد به ژان بلنیوک از اوکراین باخت و با توجه به حضور این کشتی‌گیر در فینال، به دیدار شانس مجدد رفت. او در مراحل شانس مجدد ایویداس استانکویچیوس از لیتوانی و حسین نوری از ایران را شکست داد و به دیدار رده‌بندی رسید. وی در این دیدار اسلام عباس‌اف از آذربایجان را شکست داد و مدال برنز وزن ۸۷ کیلوگرم را بدست آورد.